# Дудино (Кимрский район)
Дудино — деревня в Кимрском районе Тверской области. Входит в состав Устиновского сельского поселения.

## География
Находится в юго-восточной части Тверской области на расстоянии приблизительно 18 км на север по прямой от районного центра города Кимры в левобережной части района.

## История
Известна была с 1628 года как владение братьев стряпчего Лученина. В 1780-х здесь (уже сельцо) 13 дворов, в 1806 — 18. В 1859 году здесь (деревня Корчевского уезда Тверской губернии) было учтено 13 дворов, в 1887 — 23.

## Население
Численность населения: 81 человек (1780-е годы), 120 (1806), 144 (1859 год), 135(1887), 26 (русские 96 %) 2002 году, 27 в 2010.